# George W. P. Hunt
George Wylie Paul Hunt (1 de noviembre de 1859 – 24 de diciembre de 1934) fue un político y empresario estadounidense. Fue el primer gobernador de Arizona, y se desempeñó como tal en varias oportunidades durante siete mandatos, asimismo fue presidente de la convención que redactó la constitución de Arizona. Además, Hunt sirvió en ambas cámaras de la Legislatura Territorial de Arizona y fue designado embajador estadounidense en Siam.
Se llamaba a sí mismo el "Viejo Walrus", Hunt medía 1,75 m de altura, pesaba cerca de 140 kg, era calvo y tenía un bigote en forma de manillar caído. Políticamente, asumió aspectos de los movimientos populistas, y más tarde progresistas, que apoyaron reformas como el sufragio de las mujeres, el voto secreto, el impuesto sobre la renta, la plata como estándar monetario, y la educación obligatoria. También se opuso a la pena capital y se encontraba a favor del movimiento obrero organizado.

## Biografía
Nació en Huntsville, Misuri, hijo de George Washington y Sarah Elizabeth (Yates) Hunt el 1 de noviembre de 1859. Su familia tenía una posición económica acomodada, la ciudad de Huntsville debe su nombre a un abuelo de Hunt, pero perdió su fortuna como consecuencia de la guerra civil estadounidense. Después de haber sido educado en escuelas públicas y privadas. Con 18 años, el 3 de marzo de 1878, se escapó de su casa. Durante tres años, su familia creyó que había sido asesinado por los indios, mientras Hunt viajó a través de Kansas, Colorado y bajó en balsa por el Río Grande.
Llegó así a Globe, Arizona, donde permanecería durante el resto de su vida, con dos burros y en busca de trabajo. Su primera ocupación fue como camarero en el café Pasco. A esto le siguieron una serie de empleos esporádicos, entre los que se encontraban trabajar como minero y en un rancho de ganado, antes de convertirse en dependiente de un establecimiento comercial. La tienda fue comprado por otra más grande, el Old Dominion Commercial Company, y Hunt llegó a convertirse en presidente de la empresa fusionada. Tras su elección como gobernador, vendió sus acciones en la empresa y limitó sus inversiones en bonos del Estado.
Contrajo matrimonio con Helen Duett Ellison en Holbrook, Arizona, el 24 de febrero de 1904. La pareja tuvo una única hija, Virginia. Los intereses personales de Hunt incluían el cultivo de arbustos y árboles raros, y también el coleccionismo de arte indígena del sudoeste. Era masón y un oddfellow.

## Territorio de Arizona
Su primera incursión en la política fue en 1809, fue una infructuosa candidatura en 1890 a secretario del condado de Gila. Esto fue seguido su elección  para la Cámara Territorial de Representantes en 1892 y 1894. Durante su primer mandato como representante, apoyó la disposición que establecía 5.000 dólares como por la captura de Apache Kid.
Después de dos mandatos en la cámara baja, se postuló con éxito para un escaño en la cámara alta, el Consejo, en 1896. Durante la sesión legislativa de 1897, apoyó la legislación que establecía que los niños de entre ocho y catorce años de edad debían asistir la escuela por un mínimo de doce semanas al año. Hunt fue reelegido al Consejo en 1898. Abandonó por decisión propia la actividad política hasta 1904, cuando fue nuevamente elegido para el consejo y nuevamente en 1906 y 1908. Durante la 23.ª Legislatura Territorial Arizona, Hunt fue presidente del Consejo, pero no pudo lograr la aprobación de su proyecto de ley de elecciones primarias elegir a los candidatos políticos. Durante la sesión legislativa de 1907 consiguió la aprobación de un proyecto de ley que prohibía los juegos de azar en el territorio. Durante su última sesión legislativa, Hunt ejerció nuevamente como presidente del Consejo y logró la aprobación de un proyecto de ley que creaba las primarias para la nominación.
Tras la aprobación de la Ley de Habilitación de Arizona, se convocaron elecciones para seleccionar a los delegados de una convención constitucional. Hunt ganó la elección como uno de los cinco delegados del condado de Gila. En el primer día de la convención, Hunt fue a su vez elegido su presidente. El último miembro superviviente de la convención, Jacob Weinberger, recordaba más tarde a Hunt como un " manipulador entre bastidores que presidía a la manera de un Buda estoico y bondadoso, si es que uno puede imaginarse a Buda con un espléndido mostacho." Entre las características de la nueva Constitución que  apoyó figuran la iniciativa, la revocación y el referéndum.
Anunció su candidatura para gobernador del nuevo estado en septiembre de 1911. Después de la victoria en las primarias demócratas, obtuvo una estrecha victoria sobre su rival republicano, Edmund W. Wells, y fue  elegido primer gobernador de Arizona.

## Primeros mandatos
Hunt prestó juramento como primer gobernador del Estado de Arizona, el 14 de febrero de 1912. Cuando la nueva legislatura se reunió en marzo de ese mismo año, presionó por la aprobación de la legislación que restringe el trabajo infantil, grupos de presión, y la usura. Otra legislación apoyada por Hunt incluye requisitos para los periódicos para divulgar su propiedad, la creación de la indemnización de los trabajadores, y la creación de las pensiones de vejez.
Debido a un fallo de la Corte Suprema de Arizona que dispuso que no habría elecciones para los funcionarios del Estado en 1912, la primera carrera de Hunt a la reelección no se produjo hasta 1914. Después de derrotar a Ralph H. Cameron, su segundo mandato del gobernador fue dominado por los acontecimientos a lo largo de frontera entre los Estados Unidos-México. El conflicto de la Revolución Mexicana empezó a afectar los intereses estadounidenses en abril de 1914. Esto fue seguido por un 11 de octubre de 1914 ataque a Naco, Arizona. Hunt consideró el despliegue de la Guardia Nacional de Arizona para proteger estadounidense vidas, pero fue convencido por el secretario de Guerra Lindley M. Garrison, para permitir que las tropas del Ejército de Estados Unidos para manejar el conflicto. Problemas con tiroteos transfronterizas continuaron con la militarización, resultando incapaces de prevenir la violencia sin cruzar a México.
Las elecciones de 1916 dieron lugar a un resultado de la elección impugnada. Los resultados iniciales mostraron que el retador Thomas E. Campbell había ganado por 30 votos, pero impugnó los resultados alegando que varios precintos habían sido votación fraudulenta. Hunt inicialmente se negó a abandonar el poder, pero de 27 de enero de 1917 por el presidente de Corte Suprema de Arizona nombrando por el gobernador de facto Campbell le obligó a renunciar a su cargo. El exgobernador mantuvo sus peleas en el patio, y el 22 de diciembre de 1917, fue declarado ganador de la elección 1916 por un total de 43 votos. Hunt regresó al cargo para su tercer mandato el 25 de diciembre de 1917.
Con la entrada de Estados Unidos en la Primera Guerra Mundial, Hunt comenzó a tejer bufandas para los soldados como un deber patriótico y declaró que le gustaría poder servir con la Infantería de Marina de los Estados Unidos. Las asociaciones del gobernador con los Trabajadores Industriales del Mundo, sin embargo causó su lealtad para ser interrogado. Después que una persona de Flagstaff retó a sus lealtades, Hunt presentó una demanda alegando difamación y fue galardonado con un centavo en concepto de daños.

## Ministro en Siam
En 1918, Hunt decidió no presentarse a la reelección y abandonó finalmente el cargo en enero de 1919. Pronto se aburrió y empezó a buscar nuevos intereses. Uno de esos fue su intento de aprender a conducir un automóvil. Después de conducir a una zanja en varias ocasiones, describió la experiencia: "La primera vez comenzó con alegría en la mañana y al caer la noche fui remolcado a casa con vergüenza".
A principios de 1920, Hunt se cree que planificó iniciar la carrera para disputarle la banca de senador por el Estado a Mark Smith. Para contrarrestar esta posible amenaza, se rumoreó que Smith, con la ayuda de Henry F. Ashurst, pidió al presidente Woodrow Wilson que nombrara a Hunt en una posición diplomática que lo llevaría lejos de Arizona. La anécdota continúa con Wilson colocando su dedo en un globo terráqueo y preguntando "¿esto sería lo suficientemente lejos?". Hunt fue confirmado como el ministro de los Estados Unidos en Siam, cargo actualmente conocido como Embajador, el 18 de mayo de 1920. 
Hunt fue reemplazado como ministro de Siam por el presidente Warren G. Harding, el 4 de octubre de 1921. En Siam, Hunt había mantenido contacto con Arizona mediante el envío de tarjetas postales. El exgobernador también trajo una variedad de recuerdos para entregar a sus partidarios. A su regreso, Hunt comenzó a hablar a varios grupos dentro de Arizona sobre sus experiencias en el extranjero. Después de un corto tiempo, el tema de estos discursos cambió a la política, y para mediados de 1922 Hunt fue corriendo para su cuarto mandato como gobernador de Arizona. 
A partir de 1923, Hunt sirvió como gobernador de Arizona durante seis años consecutivos, ganando internas de reelección reñidas tanto en 1924 y 1926. Estuvo marcado por lo que fue una cuestión política primaria de Arizona, la ratificación del Pacto del río Colorado. El gobernador se opuso a la ratificación del pacto, que se apropió de los derechos del agua del río Colorado entre los siete estados, alegando que se dio a California una parte injusta teniendo en cuenta el "derecho de nacimiento de Arizona". La cuestión era de tal importancia para Hunt como para los arizonenses que bromeó que mientras Jesús caminó sobre el agua, su gobernador corrió en el río Colorado. 
Además de su posición sobre el río Colorado, longevidad política de Hunt se convirtió en una fuente de comentarios punzantes. Durante su quinto mandato, los opositores políticos de Hunt dieron al gobernador el sobrenombre de "George V". Este fue actualizada "George VI" después de ganar su sexto mandato. Durante una reunión de 1928 en el aeropuerto de Phoenix, Will Rogers recogió en el tema preguntando a Hunt adoptar el comediante para que él pudiera tener éxito a su "hereditaria gobernación ".

## Últimos años
Hunt fue derrotado en su intento de reelección 1928, barrido por un aplastante triunfo republicano de ese año. Su campaña de 1930, sin embargo, fue un éxito, y Hunt regresó para un séptimo mandato. Su esposa murió el 18 de abril de 1931, con quien se había casado hacía 27 años. No pudo ganar la nominación de su partido en 1932, perdiendo ante Benjamin Baker Moeur, e hizo otra carrera sin éxito en 1934. Murió de paro cardíaco en su casa el 24 de diciembre de 1934. Fue enterrado en una pirámide de color blanco situado encima de una colina en Papago Park de Phoenix. 